# Chun Wei Cheung
Chun Wei Cheung (Ámsterdam, 15 de abril de 1972-Ámsterdam, 14 de octubre de 2006) fue un deportista neerlandés que compitió en remo como timonel.
Participó en los Juegos Olímpicos de Atenas 2004, obteniendo una medalla de plata en la prueba de ocho con timonel. Ganó una medalla de bronce en el Campeonato Mundial de Remo de 1996, en el dos con timonel.
Falleció a los 34 años a causa de una forma agresiva de cáncer.

## Palmarés internacional
| Juegos Olímpicos   | Juegos Olímpicos         | Juegos Olímpicos  | Juegos Olímpicos |
| Año                | Lugar                    | Medalla           | Prueba           |
| ------------------ | ------------------------ | ----------------- | ---------------- |
| 2004               | Atenas (Grecia)          | Medalla de plata  | Ocho con timonel |
| Campeonato Mundial |                          |                   |                  |
| Año                | Lugar                    | Medalla           | Prueba           |
| 1996               | Motherwell (Reino Unido) | Medalla de bronce | Dos con timonel  |